# شاهنامه (تيرنر مكان)
شاهنامه تيرنر ماكون هو تصحيح وطبعة لشاهنامه الفردوسي، التي نشرها في كلكتا في عام 1829 ترنر مكان [الفارسية]، وهو ضابط بريطاني في الهند. كانت هذه الطبعة هي الطبعة الأولى الكاملة والمعتمدة لكتاب الشاهنامة، والتي رُوجعَت على أساس 17 مخطوطة ونُشرَت في أربعة مجلدات.

## نسخة لومسدن
بدأ ماثيو لومسدن، الأستاذ في كلية فورت ويليام في كلكتا، العمل في مراجعة الشاهنامة في عام 1808 ونشر المجلد الأول من مجموعته المكونة من ثمانية مجلدات في كلكتا في عام 1811، ولكن المجلدات المتبقية من المجموعة لم تُنشر أبدًا. تتوافق نسخة ترنر مكن للمجلد الأول مع تصحيح لومسدن، ولكن المجلدات الأخرى هي من إعداده وترتيبه الخاص، وهي نتيجة للمقارنات مع العديد من المخطوطات الأخرى.